# دودلی (دژ)
دودلی (انگلیسی: Dudley Castle) قلعه‌ای ویران در انگلستان است.